# 경영학 박사
경영학 박사(經營學博士, Doctor of Business Administration, DBA)는 경영관리학 분야의 최종 학위이다. DBA는 학위를 수여하는 대학과 국가에 따라 연구 박사 또는 전문 박사로 분류된다. 학술적으로 DBA는 경영관리학 분야의 고급 연구, 시험, 프로젝트 작업 및 고급 연구를 기반으로 수여된다.
DBA 지원자는 일반적으로 학위논문, 캡스톤 프로젝트 또는 학위논문이라고 불리는 중요한 프로젝트를 제출해야 한다. 이 프로젝트는 동료 심사 저널에 게재될 잠재력을 가진 광범위한 독창적인 학술 연구로 구성된다. 지원자는 학위논문, 박사 논문 또는 박사 위원회로 알려진 전문가 심사단 앞에서 자신의 연구를 방어해야 한다. 또한, 대부분의 DBA 프로그램에는 학점 이수 요건이 있다.
PhD 또는 DPhil과 함께 DBA는 경영관리학 분야에서 가장 높은 학력을 나타낸다. 미국 교육부와 미국 국립과학재단은 DBA를 철학박사(PhD) 학위와 동등한 것으로 인정한다.

## 구조 및 형식
경영학 박사 프로그램은 비즈니스 이론에 기여하고 전문 실무를 더욱 발전시키는(예: 비즈니스 전문 지식에 기여) 이중 목적을 가지고 있다. 대학은 일반적으로 지원자에게 비즈니스, 특히 리더십 또는 기타 전략적 책임이 있는 역할에서 상당한 경험을 요구한다. DBA 지원자는 경영 과학, 정보 기술 경영, 조직 행동, 경제학, 재무 등과 같은 분야를 전문으로 한다. 다른 박사 과정과 마찬가지로 커리큘럼은 풀타임 또는 파트타임으로 제공될 수 있다. 볼로냐 과정에서 정한 유럽 고등 교육 표준에 따르면, DBA 및 PhD와 같은 연구 박사 과정의 일반적인 기간은 일반적으로 3~4년의 풀타임 학습이다.
박사 과정의 구조에 대한 책임은 대학 내 대학원 연구 위원회 또는 그에 상응하는 기관에 있다. 따라서 DBA 프로그램에는 특정 대학 규정 세트가 있으며 품질 승인 절차를 거쳐야 한다. 규정에는 연구에서 윤리적 문제를 다루는 프로토콜에 대한 참조가 포함되어 있다. 이러한 규정은 호주 대학에서 널리 사용된다. 예를 들어, DBA 학생은 교과 과정 단계를 통과하기 전에 연구 단계에 착수할 수 없다. 학생들은 제안 단계를 통과하면 윤리 위원회와 윤리 관련 문제를 해결해야 한다. 그런 다음 DBA 지원자는 외부 심사(일반적으로 최소 두 번)에 제출하기 전에 논문에 대한 수많은 내부 수정을 거친다. 마지막으로, 지원자는 박사 위원회의 최종 승인을 받기 전에 논문을 여러 번 수정하는 것이 일반적이다.

## 역사와 발전
경영학 박사 학위의 기원은 20세기 초반으로 거슬러 올라가는데, 이때 경영 교육이 독자적인 학문 분야로 인정받기 시작했다. 고급 경영 교육에 대한 수요 증가와 이 분야의 연구 중요성 증가는 경영학에 초점을 맞춘 박사 과정 설립으로 이어졌다. 경영학 박사 학위의 가장 초기 사례 중 하나는 현재 하버드 경영대학원으로 알려진 하버드 경영대학원에서 찾을 수 있는데, 이 학교는 1920년에 상업 과학 박사(DCS) 학위를 도입했으며, 이어서 1953년에 DBA를 도입했다. 2018-2019 학년도부터 하버드 경영대학원 DBA는 경영학 학제 간 PhD로 전환되었다. 가장 오래된 DBA 프로그램은 스위스 로잔에 위치한 사립 경영대학원인 BSL (비즈니스 스쿨 로잔)의 DBA 프로그램으로, 1987년에 시작되었다. 미국에서 가장 오래된 DBA 프로그램은 케이스 웨스턴 리저브 대학교의 사립 경영대학원인 웨더헤드 경영대학원의 DBA 프로그램으로, 1995년에 시작되었다.
20세기 중반에 DBA 학위는 비즈니스 맥락에서 지식의 실제 적용을 강조하는 전문 박사 학위로 인정받았다. 전 세계의 많은 대학과 경영대학원들이 고급 경영진과 숙련된 전문가들이 자신의 기술을 향상시키고 비즈니스 지식 발전에 기여하려는 요구를 충족시키기 위해 DBA 프로그램을 제공하기 시작했다.
최근 몇 년 동안 DBA는 특히 온라인 과정의 증가로 인해 상당한 성장과 발전을 경험했다. 전 세계의 경영대학원들은 엄격한 학술 연구와 복잡한 비즈니스 문제를 해결하기 위한 실제 관련성을 결합한 박사 과정에 대한 수요를 인식했다. 현대 DBA 프로그램은 종종 교과 과정, 연구 및 전문성 개발 구성 요소를 통합한다. 교과 과정은 강력한 이론적 기반을 제공하며, 연구 구성 요소는 학생들이 특정 경영관리학 분야의 지식 발전에 기여하는 독창적인 연구를 수행하도록 요구한다. DBA 프로그램은 일반적으로 비즈니스, 정부, 비영리 부문을 포함한 광범위한 산업 분야의 전문가들을 유치한다. DBA 지원자들의 다양한 배경과 경험은 학습 환경을 향상시키고 학제 간 협력을 촉진한다.
DBA는 2011년에 설립된 Executive DBA Council과 같은 평판 좋은 학술 및 전문 기관으로부터 인정과 인증을 받았다. 인증은 DBA 프로그램이 특정 품질 및 엄격성 기준을 충족하는지 확인하며, 인증된 프로그램 졸업생에게는 평판 좋은 학위가 수여된다. 국제경영대학발전협의회(AACSB) 및 유럽 품질 개선 시스템(EQUIS)과 같은 인증 기관은 DBA를 포함한 경영대학원 및 프로그램에 인증을 제공한다. 이러한 인증은 예비 학생과 고용주에게 DBA 학위의 품질과 관련성을 보장한다.

## 캐나다에서의 인정
캐나다에서 DBA는 경영관리학 또는 경영 분야의 최종 학위로 인정된다. 캐나다의 DBA 프로그램은 완전한 논문 외에도 전문 실무의 측면을 포함하지만, 여전히 완전한 학술 박사 학위 자격을 갖춘다. 영국과 마찬가지로 캐나다의 DBA는 공인된 기관으로 구성된 Universities Canada에 의해서만 수여될 수 있으며, 경영학 PhD와 동등한 지위를 가진다. DBA 프로그램에 필요한 논문은 주로 초점에서 다르지만, 동일한 연구 범위와 학문적 엄격성을 유지한다. 캐나다 기관의 DBA 프로그램은 지식에 대한 독창적인 기여를 필요로 하며, 유능한 연구자가 의장을 맡아 내부 및 외부 심사관 앞에서 구두 방어(viva)를 진행한다.

## DBA와 PhD의 관계
미국에서는 경영학 박사(DBA)와 경영학 철학박사(PhD)는 동등한 학위이다. 또한, 두 박사 학위 모두 경영 분야에서 최고 학력인 연구 박사 학위로 간주된다. 따라서 DBA와 PhD 프로그램 모두 학생들에게 논문 방어로 이어지는 독창적인 연구를 개발하도록 요구한다. 또한, 두 박사 학위 모두 소지자가 학술 기관의 교수가 될 수 있도록 한다. 경영학 DBA와 PhD는 최종 학위이며, 수여자가 미국에서 정년 트랙 직위를 얻을 수 있도록 한다. 다른 국가의 요구 사항은 다를 수 있다.
어떤 경우에는 구별이 단순히 행정적이다. 예를 들어, 하버드 경영대학원은 2018년까지 PhD를 수여할 권한이 없었다. 다른 경우에는 구별이 지향과 의도된 결과에 있다. PhD는 독창적인 학술 지식 개발에 매우 집중하는 반면, DBA는 응용 연구를 강조한다. 완료 후, PhD 프로그램 졸업생은 일반적으로 학계에서 전임 교수직으로 이동하는 반면, DBA 프로그램 졸업생은 응용 연구원 또는 경영진으로 산업계에 재진입한다. 산업계에서 풀타임으로 일하는 경우, DBA 및 PhD 프로그램 졸업생은 종종 최고 학부 및 대학원 프로그램의 겸임 교수가 된다.

## DBA 학위를 가진 저명한 인물
- 제이슨 알트마이어 – 작가이자 전 미국 의회 의원. 플로리다 대학교 DBA.
- 헨리 B. 아이링 – 예수 그리스도 후기 성도 교회의 제일 회장단 제2보좌 및 십이사도 정원회 회원, 스탠포드 경영대학원 전 학장, 릭스 대학 총장. 하버드 경영대학원 DBA.
- 로버트 F. 브루너 – 버지니아 대학교 다든 경영대학원의 찰스 C. 애봇 경영학 교수이자 저명한 경영학 교수. 하버드 경영대학원 DBA.
- 클레이턴 M. 크리스텐슨 – 하버드 경영대학원의 로버트 및 제인 시직 경영학 교수. 하버드 경영대학원 DBA.
- 스콧 코웬 – 툴레인 대학교 총장. 조지 워싱턴 대학교 DBA.
- 마이클 그리브스 - 디지털 트윈 개념의 초기 지지자이자 제품 수명 주기 관리 전문가. 웨더헤드 경영대학원 DBA.
- 나이젤 힐리 – 피지 국립 대학교 부총장. 배스 대학교 DBA.
- 이시쿠라 요코 – 일본 내각 디지털 최고 책임자. 하버드 경영대학원 DBA.
- 오모볼라 존슨 – 나이지리아 기술관료. 크랜필드 대학교 DBA.
- 만프레드 F.R. 케츠 드 브리스 – INSEAD의 라울 드 비트리 다보쿠르 리더십 개발 교수이자 INSEAD 글로벌 리더십 센터 소장. 하버드 경영대학원 DBA.
- C.K. 프라할라드 – 미시간 대학교 로스 경영대학원의 폴 및 루스 맥크라켄 명예 교수 겸 기업 전략 교수. 하버드 경영대학원 DBA.
- 존 켈치 – CEIBS의 학장, 부총장, 국제 경영학 석좌 교수, 이전 하버드 경영대학원의 선임 부학장 및 링컨 필렌 경영학 교수. 하버드 경영대학원 DBA.
- 마이클 E. 레이너 – 캐나다 경영 전문가이자 딜로이트 컨설팅 LLP 컨설턴트, 딜로이트 연구소의 저명한 석학회원. 하버드 경영대학원 DBA.
- 알리 S. 라자 – 매사추세츠 종합병원 응급의학과 부과장 겸 하버드 의학전문대학원 교수. 웨더헤드 경영대학원 DBA.
- 알프레드 산트 – 몰타 전 총리 및 몰타 노동당 전 대표. 하버드 경영대학원 DBA.
- 레노스 트리게오르지스 – 실물 옵션 개척자; 키프로스 대학교 재무 교수. 하버드 경영대학원 DBA.
- 비르거 베르네르펠트 – MIT 슬론 경영대학원의 J. C. 페니 경영 교수 및 PhD 위원회 의장. 하버드 경영대학원 DBA.
- 로버트 B. 윌슨 – 경영대학원의 아담스 경영 명예 교수이자 스탠퍼드 대학교 인문사회과학부 경제학 교수(겸임). 하버드 경영대학원 DBA, 1963년.[25]
- 데이브 예스케 – 예스케 부이 공동 창립자,[26] 전무 이사; 재무 설계 협회(FPA) 전국 회장[26] (2003년); 골든게이트 대학교 아게노 경영대학원 저명한 겸임 교수.[27] 골든게이트 대학교 DBA.

## 같이 보기
- 경영 교육
- 경영학 박사 (PhD)
- 경영학 석사